# Coris picta
Coris picta là một loài cá biển thuộc chi Coris trong họ Cá bàng chài. Loài này được mô tả lần đầu tiên vào năm 1801.

## Từ nguyên
Tính từ định danh của loài này trong tiếng Latinh có nghĩa là "được tô vẽ", hàm ý đề cập đến dải sọc đen ở hai bên thân của chúng.

## Phạm vi phân bố và môi trường sống
C. picta được ghi nhận dọc theo bờ biển đông nam của Úc (từ phía nam bang Queensland trải dài xuống bang New South Wales, đôi khi đến phía đông bang Victoria); các đảo và rạn san hô trên biển Tasman (bao gồm đảo Lord Howe, đảo Norfolk, rạn san hô Elizabeth và rạn san hô Middleton); phía bắc New Zealand và quần đảo Kermadec; Nouvelle-Calédonie và quần đảo Chesterfield.
C. picta sống gần các rạn san hô hay đá ngầm có sự phát triển phong phú của tảo ven bờ, độ sâu đến ít nhất là 25 m. Ở Chesterfield, loài này được thu thập từ độ sâu 84 m.
Coris musume, một loài có phạm vi ở Tây Bắc Thái Bình Dương, trước đây đã được xác định nhầm là C. picta, vì hai loài có kiểu hình khá giống nhau. Theo Kuiter, cả hai nhiều khả năng là những loài chị em với nhau, mặc dù Randall và Araga đã xem C. musume là danh pháp đồng nghĩa của C. picta vào năm 1978.

## Mô tả
C. picta có chiều dài cơ thể tối đa được ghi nhận là 25 cm. Cá trưởng thành có màu trắng với một dải sọc đen từ mõm băng ngang mắt, kéo dài thành một dải sọc hình răng lược theo chiều dài cơ thể đến cuống đuôi. Đỉnh đầu có một dải màu cam chạy dọc theo gốc vây lưng. Vây đuôi màu vàng tươi, sáng màu hơn so với các vây còn lại. Dải đen ở cá con không có răng lược và kéo dài đến giữa vây đuôi.
Số gai vây lưng: 9; Số tia vây ở vây lưng: 12; Số gai vây hậu môn: 3; Số tia vây ở vây hậu môn: 12.

## Sinh thái học
Thức ăn của C. picta là các loài động vật giáp xác, và cá con có thể dọn ký sinh bám trên cơ thể các loài cá lớn hơn.